# Bataille de Boma
Cet article concerne la bataille en Chine. Pour les batailles de Boma au Tchad, voir Bataille de Bohama.
Premier d'une série d'affrontements s'achevant avec la bataille de Guandu
La bataille de Boma (chinois simplifié : 白马之战 ; chinois traditionnel : 白馬之戰 ; pinyin : Bómǎ Zhī Zhàn) ou bataille de Baima, qui prend place en Chine du Nord à la fin de la dynastie Han, est la première d'une série de batailles entre les seigneurs de guerre Yuan Shao et Cao Cao. La confrontation entre les deux généraux s'achève avec la bataille décisive de Guandu. Cette bataille s'achève par la victoire de Cao Cao et la mort de Yan Liang, un des meilleurs généraux de Yuan Shao. Malgré sa victoire, Cao est obligé de partir de Boma pour se replier sur la position stratégique de Guandu, qu'il s'emploie à fortifier.

## Situation avant la bataille
Durant les années 190, le lent affaiblissement de la dynastie Han se conclut par la division de la Chine entre une myriade de seigneurs de guerre ; tandis que l'empereur Han Xandi n'a plus aucun pouvoir réel. Après des années de guerre civile, le Nord de la Chine est dominé par deux puissants seigneurs de guerre, dont les territoires respectifs sont délimités par le fleuve Jaune. Au nord du fleuve, se trouvent les territoires de Yuan Shao et au Sud ceux de Cao Cao, un ancien allié de Shao qui contrôle l'empereur. Aucun des deux rivaux n'étant prêt à accepter d'avoir un aussi puissant voisin à sa frontière, le conflit est inévitable et chacun rassemble ses troupes sur les rives du fleuve Jaune.
À cette époque, Boma (白馬), qui se trouve sur la rive sud du fleuve juste en face de Liyang (黎陽), est une importante zone de recrutement pour l'armée. Le passage entre Boma et Liyang est connu pour être d'une énorme importance stratégique, car c'est un maillon vital sur la principale route Nord-Sud entre les territoires de Yuan Shao et ceux de Cao Cao. Lors du huitième mois lunaire (8 septembre – 7 octobre 199), Cao Cao se rend personnellement aux environs de Liyang, comme avant-garde et envoie Liu Yan (劉延), le Grand administrateur de la Commanderie de Dong (東郡太守), défendre Boma. En théorie, conserver la position de Boma permettrait aux forces de Cao Cao de contrôler ce point vital tout en ayant une première ligne de défense contre les forces de Yuan Shao. En pratique, le plan de Cao n'est pas de tenir Boma à tout prix, mais de provoquer une confrontation avec Yuan Shao à proximité de la ville de Guandu (官渡) (Guandu se situe au nord-est de l’actuel Xian de Zhongmu, Henan), qui est situé plus au sud, sur un terrain plus facile à défendre. Dans ce plan, la défense de Boma sert seulement à retarder la traversée du fleuve par les troupes ennemies.
Cao Cao envoie également Yu Jin à proximité de Yan Ford (延津) avec 2 000 hommes et retourne à Xu, la capitale, pour y achever d’autres préparatifs en vue des combats à venir. Lors du premier mois lunaire de 200 (3 février – 2 mars), il retourne à Guandu après avoir mis fin à la rébellion de Liu Bei dans la Province de Xu,.

## La bataille
Lors du deuxième mois lunaire (3 mars – 1er avril) de 200, Yuan Shao envoie son général Yan Liang, accompagné de Guo Tu et Chunyu Qiong, franchir le fleuve Jaune pour attaquer la position de Liu Yan à Boma, tandis qu'Yuan lui-même reste à Liyang avec le gros des troupes pour donner l’impression qu’il se prépare à traverser le fleuve. Avant le début des manœuvres, Ju Shou, le conseiller de Yuan Shao, s'oppose à l'idée de son maître de laisser Yan Liang conduire l’attaque, car selon lui Yan est courageux mais impatient et il ne peut pas gérer une telle tâche seul. Yuan Shao ignore les conseils de Shou et applique son plan.
La petite garnison sous les ordres de Liu Yan à Boma offre apparemment une résistance aussi acharnée qu'imprévue, car le siège de la ville dure au moins pendant 32 jours jusqu'au quatrième mois lunaire (2 – 30 mai), ce qui incite Cao Cao à prendre personnellement la tête des troupes envoyées en renfort à Boma ; alors que jusque-là, il considérait que la position de Boma était indéfendable. Ce changement d'avis peut avoir été motivé par le temps gagné grâce à la résistance de Yan, ainsi que la nécessité de réparer les pertes en hommes, matériel et moral
Comme les forces de Yuan Shao stationnées à Liyang sont supérieures à celles de Cao Cao, Xun Yu, le stratège de ce dernier, propose de diviser les forces de Yuan Shao en utilisant une tactique de diversion avant d'attaquer Yan Liang. Cao Cao adhère à ce plan et marche vers Yan Ford comme s'il tentait de traverser la rivière pour attaquer les arrières de Yuan Shao. Réagissant à cette menace apparente, Yuan Shao sépare ses troupes stationnées à Liyang en deux groupes et tombe dans le piège en partant avec l'un de ces groupes vers l’ouest le long de la rive nord du fleuve. Rapidement, Cao Cao conduit ses troupes légères vers l'est en direction de Boma et engage le combat contre un Yan Liang surpris, dix li à l’ouest de l’avant-poste. Cao Cao envoie Zhang Liao et Guan Yu pour diriger l’avant-garde. Apercevant de loin l'étendard personnel de Yan Liang, Guan Yu charge au travers de milliers de soldats ennemis dans la direction de Yan Liang, pratiquement sans rencontrer d'opposition, tue son ennemi d’un seul coup, le décapite et revient vers les lignes de Cao Cao avec cette tête. La mort de Liang met fin à la bataille et au siège de Boma.

## Conséquences
Après la victoire à Boma, Cao Cao tranche définitivement le sort de l’avant-poste de Boma. Jugé intenable, sa population et ses soldats sont totalement évacués vers l’ouest en direction de Yan Ford. Profitant de la situation, Yuan Shao peut finalement traverser le fleuve et en profite pour envoyer ses troupes attaquer le train de bagages qui s'étire le long de la rive sud du fleuve. Finalement, cet ordre provoque la bataille de Yan Ford, durant laquelle le groupe chargé du pillage est attiré dans une embuscade organisée par Cao Cao. Dans les combats qui s'ensuivent, Wen Chou un autre des généraux célèbres de Yuan Shao, est tué. Cao Cao porte ainsi un coup terrible au moral de l’ennemi, peut finir de battre en retraite sur Guandu sans être inquiété et se préparer pour la confrontation finale avec Shao.
Pour ses efforts, Guan Yu est élevé au rang de marquis. Cependant, Guan considère qu'en tuant Yan Liang, il a rendu un grand service à Cao Cao et ainsi remboursé la dette d'honneur qu'il avait envers ce dernier pour sa générosité. Il part donc en laissant derrière lui tous les cadeaux qu'il a reçus de Cao Cao et une note expliquant la raison de son départ, puis il retourne auprès de Liu Bei. Cao Cao, admiratif devant la loyauté de Guan Yu, donne l'ordre à ses généraux de ne pas le poursuivre.

## Dans les œuvres de fiction
La bataille de Boma est mentionnée dans le chapitre 25 du roman histoire de Luo Guanzhong : les Trois Royaumes.
Dans ce roman, Yan Liang attaque Liu Yan à Boma avec une avant-garde forte d'à peu près 100 000 hommes. En réponse aux demandes de renforts répétées de Liu Yan, Cao Cao envoie une armée de 150 000 hommes divisés en trois groupes pour soulager Boma. Guan Yu, qui est entré récemment au service de Cao Cao et a reçu de nombreux cadeaux de ce dernier, veut participer à la bataille contre Yan Liang pour remercier Cao pour sa générosité et payer sa dette d'honneur. Cao ne pense pas qu'il soit nécessaire d’utiliser Guan Yu tout de suite et prend personnellement la tête de 50 000 hommes pour attaquer Yan Liang, mais il est repoussé par les troupes d’élite de ce dernier. Song Xian et Wei Xu, deux anciens généraux de Lü Bu, se portent volontaire pour affronter Yan Liang en duel, mais sont tous deux tués en peu de temps. Xu Huang lance également un défi à Yan Liang, mais il revint défait après 20 passes d'armes. Le jour s'achève et les deux armées cessent les combats.
Comme le suggère son conseiller Cheng Yu, Cao Cao convoque Guan Yu en hésitant, craignant que ce dernier ne le quitte une fois ses "dettes" remboursées. Le lendemain, comme l’armée de Yan Liang prend position sur le champ de bataille, Guan Yu est assis sur une colline aux côtés de Cao Cao. Il baisse les yeux et, de loin, il voit Yan Liang juste sous sa bannière personnelle. Bondissant sur Lièvre Rouge, son destrier, Guan Yu avance au galop directement dans les rangs ennemis, qui s'écartent devant lui comme des vagues devant l'étrave d’un bateau rapide. Avant qu'Yan Liang ne puisse se préparer à se battre, il est abattu par Guan Yu. Guan coupe ensuite la tête de Yan Liang, l'attache à l’encolure de sa monture et repart en arrière sans entrave. Démoralisés par la mort de leur général, les hommes de Yan Liang ne savent plus quoi faire et l'armée ennemie sombre dans le chaos, ce qui offre à Cao Cao une occasion de passer à l’attaque. La bataille de Boma finit ainsi en victoire pour Cao, qui réussit à tuer une quantité innombrable d'ennemis et à récupérer beaucoup de matériel dans le pillage qui s'ensuit.